# Dirk Cornelis Ruiter
Dirk Cornelis Ruiter (Amsterdam, 31 december 1918 - Zenderen, 23 september 1944) was lid van het Nederlandse verzet tijdens de Tweede Wereldoorlog.

## Levensloop
Dirk Ruiter was oorspronkelijk bouwvakker te Almelo. In 1940 kreeg hij een betrekking op het distributiekantoor te Almelo. Hij nam deel aan het verzet vanuit zijn gereformeerde geloofsovertuiging.  
Ruiter sloot zich aan bij de verzetsgroep van Johannes ter Horst. In die hoedanigheid was hij betrokken bij het onderbrengen van onderduikers en geallieerde piloten. Ruiter was ondergedoken in Huize Lidwina te Zenderen, sinds 1944 het hoofdkwartier van KP-Twente onder leiding van Johannes ter Horst. Dirk Ruiter werd op 23 september 1944 bij een overval van de Duitsers op Huize Lidwina gearresteerd en ter plaatse gefusilleerd, samen met de bewoner Sietse Hilbrink.